# Иодиды

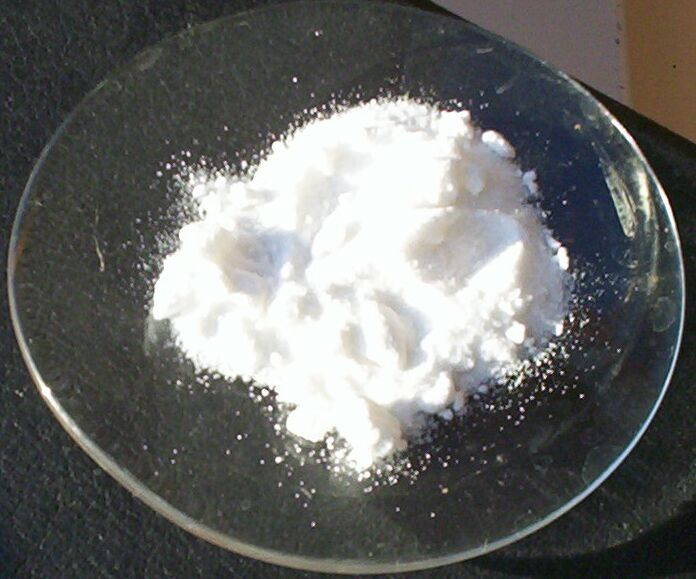
Иодид натрия

Иодиды — бинарные соединения иода с менее электроотрицательными элементами. Иодиды металлов могут рассматриваться как соли иодоводородной кислоты HI.

## Свойства
В зависимости от катиона химическая связь в иодидах может быть ионной, ионно-ковалентной и ковалентной. Ионная связь наблюдается в иодидах щелочных и щелочноземельных металлов, например, в иодиде натрия NaI и иодиде калия KI. В иодидах неметаллов связь является ковалентной, например, в иодиде селена Se2I2. Для иодидов одного и того же элемента с увеличением его степени окисления увеличивается ковалентный характер химической связи.
В отличие от фторидов и хлоридов, иодиды, как правило, известны для химических элементов в низших степенях окисления, например, стабилен фторид урана(VI) UF6, а иодид получен только для урана(IV) UI4.
Большинство солеподобных иодидов металлов хорошо растворимы в воде за исключением AgI (ПР = 8,3•10-17), BiI3 (ПР = 8,1•10-19), CuI (ПР = 1,1•10-12), Hg2I2 (ПР = 4,5•10-29), SnI2 (ПР = 8,3•10-6), TlI (ПР = 5,75•10-8). Иодид свинца(II) PbI2 (ПР = 1,1•10-9) плохо растворим в холодной воде, но заметно растворим в горячей. Иодиды переходных металлов в наинизших степенях окисления могут не растворяться из-за своего полимерного строения и наличия связей металл-металл.
Поскольку иодоводородная кислота является сильной кислотой, то водные растворы иодидов гидролизу по аниону не подвергаются. В то же время иодиды неметаллов способны разлагаться водой:
{\displaystyle {\mathsf {PI_{3}+3H_{2}O\ {\xrightarrow {}}\ H_{2}(PHO_{3})+3HI}}}
Иодиды переходных металлов способны реагировать в водных растворах с иодидами щелочных металлов, образуя комплексные соединения, например:
{\displaystyle {\mathsf {PbI_{2}+2KI\rightarrow K_{2}[PbI_{4}]}}}
Иодид-ион в воде способен образовывать комплексы с молекулярным иодом, вследствие чего растворимость иода в растворах иодидов щелочных металлов выше, чем в воде:
{\displaystyle {\mathsf {I_{2}+2KI\rightarrow K[I_{3}]}}}
Многие иодиды растворимы в полярных растворителях (спиртах, кетонах, эфирах).
Иодиды, как и иодид-ион I-, проявляют восстановительные свойства:
{\displaystyle {\mathsf {2KI+H_{2}O_{2}\rightarrow 2KOH+I_{2}}}}

## Получение
Иодиды можно синтезировать прямым взаимодействием соответствующих элементов, например:
{\displaystyle {\mathsf {2P+3I_{2}\rightarrow 2PI_{3}}}}
Либо реакцией с иодоводородной кислотой:
{\displaystyle {\mathsf {Zn+2HI\rightarrow ZnI_{2}+H_{2}}}}

## Применение
Иодиды калия, натрия применяют в медицине, в органическом синтезе, в аналитической химии. Иодиды калия или натрия содержатся в йодированной кухонной соли в качестве источников йода для организма человека.